# Johan Christoffer von Issendorff
Johan Christoffer von Issendorff, född 1671 i Bremen, död 14 juni 1736 på Halleby, Säters socken, Västergötland, var en svensk officer och pietist.
Johan Christoffer von Issendorff var son till översten Melchior von Issendorff. Han blev grenadjärkapten vid Bremiska infanteriregementet 1700, major vid Verdiska dragonregementet 1701 och överstelöjtnant vid överste von Görtz' regemente 1706. Han deltog i Karl XII:s fälttåg och blev tillfångatagen 13 april 1709 i slaget vid Sokolki. von Issendorff erhöll överstetitel 1722 och utnämndes till direktör vid Hjälmare slussverk 1922. 1728 blev han överstelöjtnant vid Älvsborgs regemente. Under sin tid i rysk fångenskap skapade von Issendorff tillsammans med den tyske pastorn Ulrich Thomas Roloff en blomstrande pietistisk församling kring Petri- och Paulikyrkan i Moskva. Von Issendorff verkade nitiskt för de svenska fångarnas bästa och förmedlade skriftväxlingen mellan krigsfångarna i Sibirien och den pietistiske ledaren August Hermann Francke i Halle, som stödde dessa materiellt och andligt. Efter sin hemkomst i april 1722 befrämjade von Issendorff ivrigt pietismen i Sverige, som hotades av en stark ortodox reaktion från den svenska kyrkoledningen. Han var en av de fyra män som på riksdagen 1726 i adelsståndet inlämnade ett memorial, vilket i pietismens anda hävdade lekmännens rätt att aktivt delta i kyrkans styrelse och därför krävde, att ständerna genom en deputation skulle utöva den högsta kyrkomakten. von Issendorff övade ett starkt inflytande på sin vän politikern Josias Cederhielm, som var en av pietismens ivrigaste och talangfullaste försvarare under 1720-talet i Sverige. von Issendorff introducerades 1726 på svenska riddarhuset, men slöt själv sin ätt.